# Partit Esquerrà Comunista Treballador de l'Iraq
El Partit Comunista Esquerrà dels Treballadors de l'Iraq (àrab: الحزب الشيوعي العمالي اليساري العراقي, al-Ḥizb ax-Xuyūʿī al-ʿUmmālī al-Yasārī al-ʿIrāqī; kurd: حیزبی کۆمۆنیستی کرێکاری چه‌پی عێراق) és un partit polític iraquià creat el 2004. El seu líder és Issam Shukri.
Fou una escissió del Partit Comunista dels Treballadors de l'Iraq produïda el 2004 quan el partit Comunista Treballador de l'Iran es va fraccionar i va sorgir el Partit Comunista Treballador de l'Iran-Hekmatista al qual el Partit Comunista Treballador de l'Iraq com organització va donar suport; però el sector contrari a aquesta escissió a Iran es va escindir al seu torn i va fundar el nou partit.